# Pet Shop Boys
A Pet Shop Boys nevű szintipop formációt Neil Tennant, a Smash Hits nevű angol popzenei lap szerkesztője (énekes) és Christopher Sean Lowe építészmérnök hallgató (billentyűs) alapította 1981-ben Londonban. Aktivitásuk azóta is töretlen.
Ők számítanak Anglia legsikeresebb popduójának, mivel más páros nem tudta megközelíteni eredményeiket: az idők során 42 daluk került fel a brit Top 30-as listára, ebből 4 (West End Girls, It's a Sin, Always on My Mind, Heart) listavezető volt, és több mint 100 millió eladott lemezzel büszkélkedhetnek.

## A kezdetek (1954–1981)
Neil Francis Tennant 1954. július 10-én született North Shieldben, Northumberlandben.
Christopher Sean Lowe 1959. október 4-én született Blackpoolban, Lancashireben.
1970–1971-ben Neil Tennant játszott a newcastle-i Dust nevű együttesben. A legnépszerűbb daluk egy abszurd kapcsolatról szól, amit Can You Hear The Dawn Break? (Hallod a hajnalhasadtát?) címmel írt.
1975 júliusában Neil diplomát szerzett történelemből a Polytechnic of North Londonon, majd állást kapott a Marvel Comics nevű amerikai könyvkiadónál, ahol angolosítania kellett a szavak írásmódját, és jeleznie, mely képeket kell újrarajzolni, mivel túl merészek. Itt interjút készített többek között a képregényrajongó Marc Bolannel is. 1977-ben a Macdonald Educational Publishingnél dolgozott, később átment az ITV Bookshoz, 1982 júniusában pedig belépett a Smash Hitshez.
1976–1978 között Chris harsonán játszott egy héttagú, One Under The Eight nevű együttesben, akik olyan régi, népszerű dalokat játszottak, mint a Hello Dolly, La Bamba és a Moon River.
1978-tól Chris a liverpooli egyetemen építészetet tanult. 1981–82 során gyakorlatot szerezni Londonban volt, ahol egy lépcsőt tervezett Milton Keynesben.
1981. augusztus 19-én Neil és Chris véletlenül találkoztak egy elektronikai boltban Chelseaben, a Kings Roadon. Mikor kiderült, hogy mindketten érdeklődnek a dance zene iránt, elkezdtek közösen dalokat írni.
Kezdetben West Endnek hívták magukat, később azonban felvették a Pet Shop Boys nevet. Néhány barátjuk egy kisállat-kereskedésben dolgozott Ealingben, innen ered az együttes neve. "Úgy gondoltuk ez úgy hangzik, mint egy angol rap együttes."

## A 80-as évek
Kezdetben a felvételeiket Neil lakásán Chelseaben, és 1982-től egy Camden Town-i kis stúdióban készítették. Ezek dalok későbbi sikerszámaik korai verziói voltak, amelyeket a későbbi albumaikon adtak ki. Például: It's a Sin, West End Girls, Rent és a Jealousy. 1983 augusztusában Neilt New York-ba küldte a Smash Hits, hogy interjút készítsen a The Police együttessel. Ebben az időben a Pet Shop Boys Bobby Orlando (Bobby O') New York-i producer hi-energy lemezeinek a megszállottja volt. Neil Tennant egy találkozót szervezett meg 1983. augusztus 19-ére (pont 2 évvel Neil és Chris találkozása után) a New York-i Apple Jack étterembe Bobby O-val, aki felajánlotta Neilnek, hogy készítsenek közösen egy lemezt.
Első kislemezük Bobby „O” Orlando produceri segédletével 1984-ben jelent meg West End Girls címmel és egyesek szerint ez volt az első angol rap szám. Klubsiker volt Los Angelesben és San Franciscoban, Franciaországban és Belgiumban kisebb sikert ért el. A Bobby O-val közös munkásságuk alatt még egy kislemezük jelent meg Anglián kívüli kiadásokban, ez a One More Chance eredeti változata.
1985 márciusában Bobby O'-val folytatott hosszas tárgyalások után, átszerződtek a Parlophone lemezkiadóhoz. Bobby O' feladta a szerződésben foglalt jogait, a jövőbeni lemezek után járó tekintélyes tiszteletdíj fejében. Április 5-én Neil otthagyta a Smash Hitset. A következő számban egy nekrológ jelent meg egy szomorú elbúcsúzással és egy jóslattal, miszerint néhány hét múlva Neil pop duója, a Pet Shop Boys sehol sem lesz, és Neil térden csúszva fog visszajönni. Július 1-jén jelent meg az Opportunities (Let’s Make Lot’s Of Money) című kislemezük, amely az angol slágerlista 116. helyéig jutott.
1985. október 28-án újra kiadták, az az év augusztusában Stephen Hague producer segítségével új verzióban felvett, West End Girls című dalt. A siker hatalmas volt, a dal listavezető lett többek közt Angliában, az Amerikai Egyesült Államokban, Kanadában, Finnországban, Hongkongban, Írországban, Libanonban, Izraelben, Új-Zélandon és Norvégiában, és a becslések szerint szerte a világon 1,5 millió példányt adtak el belőle. A legtöbbet hallgatott Pet Shop Boys dal.
Ilyen előzmények után már megjelenhetett első nagylemezük is, amely 1986. március 24-én Please címmel látott napvilágot. 1987 májusában megkapták a legjobb nemzetközi slágerért járó díjat, az Ivor Novello-díjat a West End Girls-ért.
1986 júniusában a Pet Shop Boys bejelentette, majd nem sokkal később le is mondta az európai és amerikai turnéját. Túlságosan extravagáns és túl költséges lett volta a produkció.
Első albumukat néhány újabb kislemez (közte egyik kedvencük a Love Comes Quickly) után egy remixlemez – Disco (amely később, bár különböző koncepciókkal, sorozattá bővült) követte, amely korábban megjelent számaik hosszabb verzióit tartalmazta.
Ezt követte az 1987. szeptember 7-én megjelent Actually című nagylemezük. Utóbbiról több szerzemény is toplistás sláger lett, többek között az It’s a Sin, a What Have I Done to Deserve This? és a Heart. Ezen az albumon dolgoztak először együtt Dusty Springfielddel, valamint egy szám erejéig Ennio Morriconeval (It Couldn't Happen Here).
1987 novemberében a duó három hetet töltött Calctonban, ahol egy mozifilmet forgattak Jack Bond rendezésében It Couldn’t Happen Here címmel. Több neves angol színész szerepelt a filmben (Joss Ackland, Barbara Windsor stb.).
1987 februárjában a Pet Shop Boys kapta a legjobb kislemez díjat a BPI Awardson a West End Girls-ért. A díjat Neil vette át Boy George-tól. Chris inkább otthon maradt és a tévében nézte a díjátadást.
1988 februárjában a BPI Awardson elnyerték a legjobb együttes díját.
1988. március 21-én megjelent a Heart című kislemez. A számhoz készült videóklip, melyet Jugoszláviában forgattak, Drakula történetének feldolgozása Ian McKellennel a címszerepben.
Áprilisban ismét elnyerik a legjobb nemzetközi sláger díját az Ivor Novello-díjat ezúttal az It's a Sin-ért.
1988. július 8-án jelent meg az It couldn't happen here mozifilm, a kritikusok vegyesen fogadták: nyert egy díjat a Houston filmfesztiválon.
1988 augusztusában megnyerik az "Év együttese" díjat a Berolina díjkiosztón Németországban. A díjat Miss Venezuela adta át nekik.
1988. október 10-én jelent meg az eklektikus Introspective című nagylemez, amely eleve egy remix albumnak készült és a számok hosszabb, dance verzióit tartalmazta. Erről az albumról a latinos hangzású Domino Dancing, az önéletrajzi ihletésű Left to My Own Devices és az It's Alright volt sláger.
1989-ben a Pet Shop Boys inkább producerként jeleskedett. Írtak egy számot Patsy Kensit angol színésznő együttesének, az Eighth Wondernek I'm Not Scared címmel, producerként közreműködtek Dusty Springfield és Liza Minnelli albumán, akinek ez volt az első és azóta is egyetlen kirándulása a popzenei irányzatba. Ezzel párhuzamosan dolgoztak együtt az Electronic (Bernard Sumner a New Orderből és Johnny Marr a The Smiths nevű csapatból) is.

## A 90-es évek

### Behaviour-korszak (1990–1992)
1990 áprilisában a Pet Shop Boys megkezdte új albumának felvételét Münchenben, Harold Faltermeyer producerrel.
Október 22-én jelent meg a szolid hangzású Behaviour című stúdióalbum, amely – bár a slágerlistákon mérsékeltebb sikereket aratott -, a rajongók többsége szerint eddigi legjobb albumuk.[forrás?]
1990. november 6-án Los Angelesben, a Mayan Színházban volt a Pet Shop Boys első amerikai koncertje.
November 12-én jelent meg a Pet Shop Boys, Literally című könyv az együttesről, ami elsősorban az 1989-es koncertekről szól. November 23-án egy londoni könyvesboltban 800 darabot dedikáltak, mielőtt a rendőrség feloszlatta volna a tömeget.
Szintén november 12-én jelent meg a Being Boring című kislemez, a második az albumról. Az ehhez készített videó volt az első, amelyet a fényképész-filmes Bruce Weber készített. Annak ellenére, hogy az amerikai MTV és néhány brit TV állomás megtagadta a bemutatását a benne lévő meztelenség miatt, elnyerte a Music Week "Az év legjobb videója" díját.
1991. március 11-én Japánban a tokiói Yoyogi Olympic Poolban megkezdődött a Behaviourt promotáló Performance Tour, amely a fiúk első valódi világ körüli turnéja, melynek során bejárták Európát (történetük során először Magyarországot is érintve), Észak-Amerikát és Japánt.
A produkciót David Alden rendező és David Fielding tervező közreműködésével hozták létre, akik leginkább avantgarde opera-produkcióikról ismertek.
1991. június 3-án jelent meg a Pet Shop Boys videók harmadik kollekciója, a Promotion. A kislemezekhez készített videóklipek találhatók rajta a Left To My Own Devices-tól a Jealousy-ig.
Neilt és Chirst felkérték, hogy vegyék át egy hétre Simon Bates reggeli showját a Radio One-on, a Brit nemzeti popállomáson. Ők választották ki a lemezeket, elsősorban dance zenét. Chris csak egyszer káromkodott adásban, és 1992 júliusában újra felkérték őket hasonló szerepre.
1991 szeptemberében a Pet Shop Boys elindította saját lemezkiadóját, a Spaghettit. Az első kislemez a Heaven Must Have Sent You Back To Me volt, egy 21 éves skót énekes-billentyűs-dalszerzőtől, Cicerótól. Októberben a Pet Shop Boys egy egyszeri koncertet adott egy londoni nightclubban, a Heavenben, Derek Jarman legutóbbi filmjének, a II. Edwardnak a bemutatójára szervezett partin.
1992. február 16-án egy egyórás műsort sugárzott a TV a Pet Shop Boysról a The South Bank Show c. műsorban. Május 13-án Pet Shop Boys koncertet adott a manchesteri Hacienda Nightclubban. A koncert egy időben volt Derek Jarman kiállításának megnyitójával, ami a Manchester Art Galleryban volt, és akkor volt a Hacienda megnyitásának 10. évfordulója is. Fellépett velük J. J. Belle és Sylvia Mason-James is. A próbák során úgy döntöttek, hogy valami feldolgozást is előadnak. Először a Beatles Fool On The Hill-re gondoltak, de elvetették és inkább a Village People 1979-es Go West-jét választották. A következő hónapban, június 8-án hasonló felállásban léptek fel a New York-i Roselandben, a Lifebeat (egy szervezet az AIDS-es zenészekért) jótékonysági rendezvényén.
Neil volt a társszerzője és az énekese az Electronic új kislemezének, a Disappointed-nek, amely 1992. júniusban jelent meg. A továbbiakban már nem dolgoztak együtt.
1992. szeptember 28-án jelent meg videón Eric Watson filmje az 1991-es Performance turnéról, szintén Performance címmel. A megjelenés az I Can't Take My Eyes Off You egyik szerzőjével való copyright viták miatt csúszott , és a dal minden nyomát könyörtelenül kivágták.
Október 26-án jelent meg Neil Jordan filmjének, a The Crying Game -nek a zenéje a Spaghetti Recordsnál. Még korábban megkérdezték a Pet Shop Boyst, hogy érdekelné-e őket a részvétel a film egyik dalában, ami ekkor a The Soldier's Wife címet viselte. Miután látták a film egy még nyers változatát, ami nagyon tetszett nekik, beleegyeztek, hogy a film zenéje az ő kiadójuknál, a Spaghettinél jelenjen meg. Szintén megállapodtak abban, hogy producerként közreműködtek volna azokban a dalokban, melyeket David Cicero és Caroll Thompson adott elő. Az utolsó pillanatban merült fel, hogy ők legyenek a producerei egy 1964-es Dave Berry dal, a The Crying Game új változatának, amit Boy George énekelt. Együtt ebédeltek vele, és egy hét múlva kész volt a felvétel. Végül a "The Crying Game" lett a film fő betétdala. Angliában 1992 szeptemberében, Amerikában pedig 1993 tavaszán, a film hatalmas sikerét követően lett sláger.

### Very-korszak, 1993–1995
1993. június 1-jén jelent meg kislemezen a Can You Forgive Her?. A dal, amely a címét egy Anthony Trollope regény után kapta. Itt kezdődött Howard Greenhalgh-sel, való együttműködésük, aki a következő 10 évben még jó néhány videóklipjük rendezője lett. A kísérő fényképeken és a videóban a Pet Shop Boys narancssárga ruhában és csúcsos papírsapkában jelent meg, amit az a David Fielding tervezett, aki az 1991-es Performance turnénak volt a tervezője. "Pontosan az ellenkezőjét akartuk tenni annak, amit mindenki más tesz," – magyarázta Neil – "mindenki más valós, tehát mi mesterkéltek vagyunk." Júliusban a Pet Shop Boys Moszkvába utazott az MTV Russia megnyitójára. "El kellett vágnunk egy szalagot élőben az orosz tévében, hogy hivatalosan megnyissuk" – mondta Neil.
1993. szeptember 27-én jelent meg a Very című stúdióalbumuk, amely nagyon pozitív kritikákat kapott és mindez idáig egyetlen listavezető nagylemezük a angol album slágerlistán. A lemez limitált kiadásához járt egy 6 számos dance album is amely a Relentless címet viseli.
1993. október 24-én az Equality Show keretében a Pet Shop Boys fellépett a londoni Palladiumban. Ez része volt a Stonewall kampánynak, amely a meleg és heteroszexuális emberek azonos elismerésért küzdött Nagy-Britanniában. A színpadon Boy George és Janet Street-Porter mutatta be őket, és négy dalt adtak elő: a Can You Forgive Her?-t, a To Speak Is A Sin-t, a One In A Million-t (egyesítve a Culture Beat "Mr Vain"-jével) és a "Go West"-et. Az utolsó dalnál csatlakoztak a London Gay Men kórushoz.
November 4-én adták ki a Pet Shop Boys versus America című könyvet, ami az 1991-es turné részleteit tartalmazza, Chris Health írta és Pennie Smith készítette a fényképeket.
Decemberben jelenik meg Projections címmel egy videóklip gyűjtemény, amin azok a Derek Jarman által készített filmek találhatók, amelyeket az élő Pet Shop Boys koncertekhez készített háttérként, mind az 1989-es turnéhoz, mind az 1993-as Hacienda koncerthez.
1994. február 14-én a Pet Shop Boys fellépett a Brit Awardson, és előadták a "Go West"-et bányásznak öltözve, a háttérben egy walesi bányászkórussal. Az ötletet már az 1992-es Royal Variety Showra kigondolták, a szénbányák sorozatos bezárása elleni tiltakozásul.
Április 4-én jelent meg a Liberation című kislemez. A hozzá készített videó negyedik a számítógép segítségével, Howard Greenhalgh rendező közreműködésével készített klipek sorában. A Pet Shop Boys két tagja majdnem csak számítógép generálta lényekként jelenik meg a videóban. Április folyamán egy a videóra alapozott virtuális valóság szimulátor járt körbe Anglia nagyobb városaiban.
Május 31-én jelent meg az Absolutely Fabulous kislemezen (névlegesen az előadó neve is Absolutely Fabulous). A dalban párbeszédrészletek hangzanak el Jennifer Saunderstől és Joanna Lumleytól, az Absolutely Fabulous című tv-sorozat főszereplőitől, a Pet Shop Boys eurodisco hátterére. Jennifer Saunders a stúdióba is elment felvenni még némi "tiszteletlen csacsogást", mint "techno, techno, bloody techno" vagy "it's the bloody Pet Shop Boys Sweetie". "Az ötlet onnan jött, hogy tetszett a műsor", mondja Neil. "Úgy gondoltuk, hogy egy vicces dalt csinálhatnánk, és persze találkozni is szerettünk volna velük." A lemez bevételét jótékonysági célra a Comic Reliefnek ajánlották fel.
1994. júniusban jelent meg a Pet Shop Boys első, más előadó dalából – a Blur "Girls and Boys"-ából – készített mixe. Angliában a Blur To The End című kislemezén, néhány más országban önálló maxiként. Azért készítették a mixet, mert úgy gondolták, hogy mókás lesz és mert úgy gondolták, hogy lehetne belőle egy sokkal inkább dance szám.
1994. szeptember 12-én jelent meg a Disco 2, egy mid price album, amely folytatása az 1986-os Disco albumnak. Együtt készítették egy híres londoni DJ-vel, Danny Ramplinggel. Az album folytonos mixe hat ekkori daluknak (beleértve az Absolutely Fabuloust), de rátettek két remixet a Behaviour albumról kiadott maxilemezekről is. A lemezt egyöntetűen minden idők legrosszabbjának tartják mind a kritikusok mind a rajongók.
Október 26-án kezdődött a Pet Shop Boys 1994-es turnéja, a Discovery, Szingapúrban. A következő hat hét során koncertet adtak Ausztráliában, Puerto Ricóban, Mexikóban, Kolumbiában, Chilében, Argentínában és Brazíliában vagyis olyan helyeken amelyeket előző turnéik során még nem érintettek. Az előzőekhez képest ez nem egy teljesen megkoreografált, színpadra állított és bepróbált show volt. Az utolsó fellépés időpontja december 12-e volt, São Pauloban, Brazíliában.
1995. március 6-án jelent meg a Various, a Very-ről kiadott kislemezek videóinak gyűjteménye.
Július 31-én jelent meg a Paninaro '95, egy új verziója annak a dalnak, amit először 1986-ban vettek fel. Azon a remixen alapszik amit Chris a Discovery turnén adott elő, és fel lett újítva a dal szövege is.
Augusztus 7-én jelent meg a Pet Shop Boys b-oldalas dalainak gyűjteménye egy albumon, Alternative címmel (az utolsó pillanatban változtatták meg az erre a célra mindig is fenntartott Besidesról). A főleg a rajongóknak kiadott albumon harminc dal található időrendi sorrendben az In The Nighttól a Some Speculationig. A dupla CD és kazetta valamint tripla LP limitált kiadású példányain egy hologram található a borítón, amely Neil és Chris vívómaszkos képe között vált. Szintén ezen a napon jelent meg a Discovery turné Rio de Janeiro-i fellépésén rögzített koncertfilm videón.

### Bilingual-korszak, 1996–1998
1995 novemberében Neil Tennant látta David Bowie élő koncertjét a Wembley Stadionban, és a kulisszák mögött találkozott vele. Bowie legújabb albumáról, az Outside-ról beszélgettek és Tennant megemlítette neki, hogy a Hallo Spaceboy volt a kedvenc dala a lemezen. Bowie viccesen azt mondta Neilnek, hogy megcsinálhatná a remixét. Egy hét múlva fel is hívta, hogy készen van-e a dal. Az új verziót teljes egészében fel is vették, Tennant adta a háttérvokált és felhasználták az eredeti szöveget. A kislemez 1996. február 19-én jelent meg, a Pets Shop Boys csatlakozott Bowie-hoz és együtt adták elő a dalt a BRIT Awards díjkiosztó gálán.
1996 áprilisában jelent meg Tina Turner Wildest Dreams című albuma, amelyen a Confidential című számot a Pet Shop Boys írta, és ők voltak a társproducerei is.
1996. április 22-én jelent meg a Pet Shop Boys új kislemeze, a Before, amely videóját szintén korábbi klipjeik rendezője Howard Greenhalgh rendezett.
Augusztus 12-én kiadták a Se A Vida É (That's The Way Life Is)-t amely a Bilingual következő kislemeze volt. Ennek alapjául egy brazil dal, (a "Filhos Dol Sol" az Olodum nevű brazil együttestől) szolgált. A videó rendezője Bruce Weber, akinek ez volt a második popvideója (az első szintén Pet Shop Boys volt).
Szeptember 2-án jelent meg a Pet Shop Boys új albuma, a Bilingual. Két éven keresztül írták és vették fel az albumot, ami eredetileg egy latinos lemez akart lenni. Noha a befejezett lemezen számtalan latinos momentum van (ritmusilag, nyelvileg és hangulatilag), de az idő múlásával ez az ötlet nem egy szigorú zenei program volt, hanem csak hozzáállás és zenei irányultság.
November 11-én jelent meg a "Single-Bilingual" kislemez. Más címe van, mint az albumon, mivel az Everything but The Girl nem sokkal korábban adott ki egy kislemezt "Single" címmel. A kislemez promóciójaként a Pet Shop Boys csinált egy félig élő fellépést, előadva két dalt és interjút adva Chris Evansnek a TFI Friday-ben. Az interjú alatt Chris kapott egy szalmából font szamarat.
Decemberben egy két részes dokumentumműsort sugárzott a BBC Radio One About the Pet Shop Boys címmel. Az ő segédletükkel készült a műsor, ami bemutatta őket az otthonukban, a stúdióban, TV nézés közben, ebéd közben, üzleti megbeszélésen és még számtalan más helyen. Szintén szerepeltek interjúk azokkal, akikkel együtt dolgoztak az évek során, és részletek régi, mindeddig kiadatlan dalok első demóiból. Ez később dupla CD-n megjelent a hivatalos angol rajongói klub kiadásában.
1997. március 17-én jelent meg a Red Letter Day kislemezen. A dalban közreműködik a Moszkvai Akadémiai Kórus.
Június 5-én kezdődött és két héten át tartott a Somewhere "koncertsorozat", egy színpadi show a londoni Savoy Színházban, amit Sam Taylor-Wood segítségével állítottak színpadra.
Június 23-án kiadnak egy új kislemezt, a "Somewhere" feldolgozását a West Side Story-ból.
27-én fellépnek, életükben először, egy nyári zenei fesztiválon, Roskildében, Dániában. Ezt két nappal később megismétlik a finnországi Turkuban.
Július 7-én megjelenik a Bilingual Special Edition, az utolsó albumuknak egy bónusz CD-vel kiadott változata, amelyen az új single extended mixe is megtalálható.
Szeptember 14-én részt vesznek Elton John 'An Audience with Elton John' című TV-műsorában ahol együtt előadják Elton "Believe" és "Song for Guy" c. számait.

## 2002-től napjainkig
Az új évezredben továbbra is termékenyek maradtak, és 2002-ben kiadták a Release albumot, mely szolidabb hangvételű, sok élő hangszert felvonultató hangzásával sok mindenben elmozdult a klasszikus Pet Shop Boys hangzástól. 2004-ben még merészebb zenei vállalkozásba kezdtek, és filmzenét írtak Eisenstein Patyomkin páncélos című klasszikus némafilmjéhez. 2006-os nagylemezük Fundamental címen jelent meg, a Pet Shop Boysra jellemző kiszámíthatatlanság jegyében ismét visszatérést jelentve a zenekar jellegzetes zenei világához. 2009-ben adták ki a Yes című korongot, amely az utóbbi 15 év legsikeresebb Pet Shop Boys albuma lett. Az Egyesült Királyságban 4., Németországban 3., Ausztriában 5. helyig jutott a nagylemez listán. 2012-ben újabb stúdióalbum következett, az Elysium, ezt 2013-ban az Electric követte, majd 2016. április elsején a 13. stúdióalbum, a Super is piacra került. 2016-ban a duó vendégelőadóként szerepelt Jean-Michel Jarre Electronica 2: The Heart of Noise című albumán, a Brick England című dalban.

## Magyarországi fellépések
Az együttes első magyarországi fellépésére 1991. május 12-én, a Budapest Sportcsarnokban került sor. 2000. július 2-án az ingyenes Kapcsolat-koncert fő fellépőjeként szerepeltek a budapesti Felvonulási téren. Az új évezredben fesztiválkoncerteken láthatta őket a magyarországi közönség. 2004-ben a budapesti Sziget fesztiválon, 2006-ban a soproni VOLT fesztiválon, 2010-ben a zamárdi Balaton Soundon léptek fel. 2014-ben a Budapest Parkban adtak koncertet, majd 2018-ban az 50. Szegedi Ifjúsági Napok pénteki napjának fő előadójaként szerepeltek, koncertjük napjára minden jegy elkelt. 2022 nyarán ismét a Budapest Parkban léptek fel, a Dreamworld turné keretében.

## Diszkográfia

### Stúdióalbumok
- Please (1986)
- Actually (1987)
- Introspective (1988)
- Behaviour (1990)
- Very/Relentless (1993)
- Bilingual (1996)
- Nightlife (1999)
- Release (2002)
- Fundamental (2006)
- Yes (2009)
- Elysium (2012)
- Electric (2013)
- Super (2016)
- Hotspot (2020)
- Nonetheless (2024)

### Egyéb albumok
- Disco (1986)
- In Depth EP (1989)
- Discography 1991)
- Disco 2 (1994)
- Alternative (1995)
- Essential (1998)
- Mini (2000) EP
- Closer to Heaven (2001)
- Disco 3 (2003)
- PopArt:The Hits (2003)
- Battleship Potemkin (2005)
- Concrete (2006)
- Disco 4 (2007)
- Party (2009)
- Christmas (2009) EP
- Ultimate (2010)
- The Most Incredible Thing (2011)
- Format (2012)